# Cesare Vittorelli
Antonio Cesare Vittorelli (Schio, 13 settembre 1886 – Catania, 22 settembre 1967) è stato un funzionario e prefetto italiano.

## Biografia
Nato da nobile famiglia, era figlio del senatore Jacopo Vittorelli e di Antonietta Casalini.
Laureatosi in giurisprudenza, seguì le orme del padre, prefetto e Consigliere di Stato, ed entrò nell'amministrazione dell'Interno nel 1910.
Dall'8 ottobre 1927 al 24 luglio 1928 fu presidente dell'amministrazione provinciale di Catania.
Fu chiamato come Segretario particolare del Ministro delle Finanze Antonio Mosconi dal 1930 al 1932. Nominato prefetto di 2ª classe il 16 aprile 1932, fu prefetto di Vercelli fino al marzo 1937.
Promosso prefetto di 1ª classe il 1º agosto 1937 fu prefetto a Catania (marzo 1937 - febbraio 1940), Latina (1940) e Padova (agosto 1941 - ottobre 1943).
Posto a disposizione dal 1944 al 1946, con l'avvento della Repubblica fu nominato dal governo De Gasperi II prefetto di Palermo il 10 ottobre 1946, e dal 30 giugno 1947 fu chiamato a guidare anche il neo costituito Commissariato dello Stato per la Regione Siciliana. Il 9 agosto 1948 fu posto fuori ruolo dai ranghi prefettizi e nominato dal Consiglio dei ministri Commissario dello Stato per la Regione Siciliana, carica che mantenne fino all'ottobre 1953, quando fu collocato a riposo.